# 山大 (宮城県)
株式会社山大（やまだい）は、宮城県石巻市に本社を置く企業。

## 沿革
- 1927年 - 前社長の高橋貞世が、宮城県石巻市湊に個人経営の製材工場を設立。
- 1951年 - 「能高殖産有限会社」を設立。
- 1958年 - 「河北チップ工業有限会社」を設立。
- 1964年 - 「河北チップ工業有限会社」に「能高殖産有限会社」の製材部門を吸収合併。「株式会社山大産業」と組織変更し、宮城県桃生郡河北町に設立。
- 1969年 - 姉妹会社「山大土地建物分譲株式会社」（株式会社山大ホームの前身）を設立。
- 1979年 - 本社を、宮城県桃生郡河北町から宮城県石巻市潮見町に移転。
- 1989年 - 「株式会社山大」に商号変更。
- 1991年 - 「株式会社山大」が存続会社となり、「株式会社山大ホーム」「株式会社阿部住建」を合併。
- 2014年 - 「株式会社山大」が存続会社となり、「エフエムディー山大株式会社」を合併。